# 謝爾曼 (明尼蘇達州)
謝爾曼（英語：Sherman）是位於美國明尼蘇達州麥克萊德縣黑爾鎮區及溫斯特德鎮區的一個非建制地區。

## 地理
謝爾曼所處的海拔為高於海平面319米（即1047英呎），而該地所採用的時區為UTC-6，即北美中部時區（CST）。同時該地設有夏令時間，為UTC-6調快一小時，即UTC-5（CDT）。